# Nosferatu, fantoma nopții
Nosferatu, fantoma nopții (Nosferatu: Phantom der Nacht) este un film vest-german din 1979 co-scris, co-produs și regizat de Werner Herzog, cu actorii Klaus Kinski (ca Dracula), Isabelle Adjani (ca Lucy Harker) și Walter Ladengast (ca Abraham Van Helsing) în rolurile principale. Este bazat pe romanul Dracula de Bram Stoker.

## Distribuție
- Klaus Kinski - Contele Dracula
- Isabelle Adjani - Lucy Harker
- Bruno Ganz - Jonathan Harker
- Roland Topor - Renfield
- Walter Ladengast - Dr Abraham Van Helsing
- Dan van Husen - Warden
- Jan Groth - Harbormaster
- Carsten Bodinus - Schrader
- Martje Grohmann - Mina
- Rijk de Gooyer - Town official
- Clemens Scheitz - Clerk
- John Leddy - Coachman
- Tim Beekman - Coffin bearer
- Lo van Hensbergen
- Margiet van Hartingsveld